# Fürstenwalde/Spree
Fürstenwalde/Spree (posłuchajⓘ) (powszechnie stosowna jest również forma skrócona Fürstenwalde, pol. hist. Przybór, dolnołuż. Pśibor pśi Sprjewi) – miasto we wschodnich Niemczech w kraju związkowym Brandenburgia, w powiecie Oder-Spree, port nad Sprewą i kanałem Odra-Sprewa. W latach 1385–1598 było stolicą biskupstwa lubuskiego. Największe miasto powiatu Oder-Spree.

## Lokalizacja
Fürstenwalde usytuowane jest na terenie Pradoliny Warszawsko-Berlińskiej, nad Sprewą, około 35 km na zachód od granicy z Polską w Słubicach i Frankfurcie nad Odrą oraz 50 km na wschód od centrum Berlina. Siedziba powiatu Beeskow jest oddalona o 25 km na południe.

## Historia

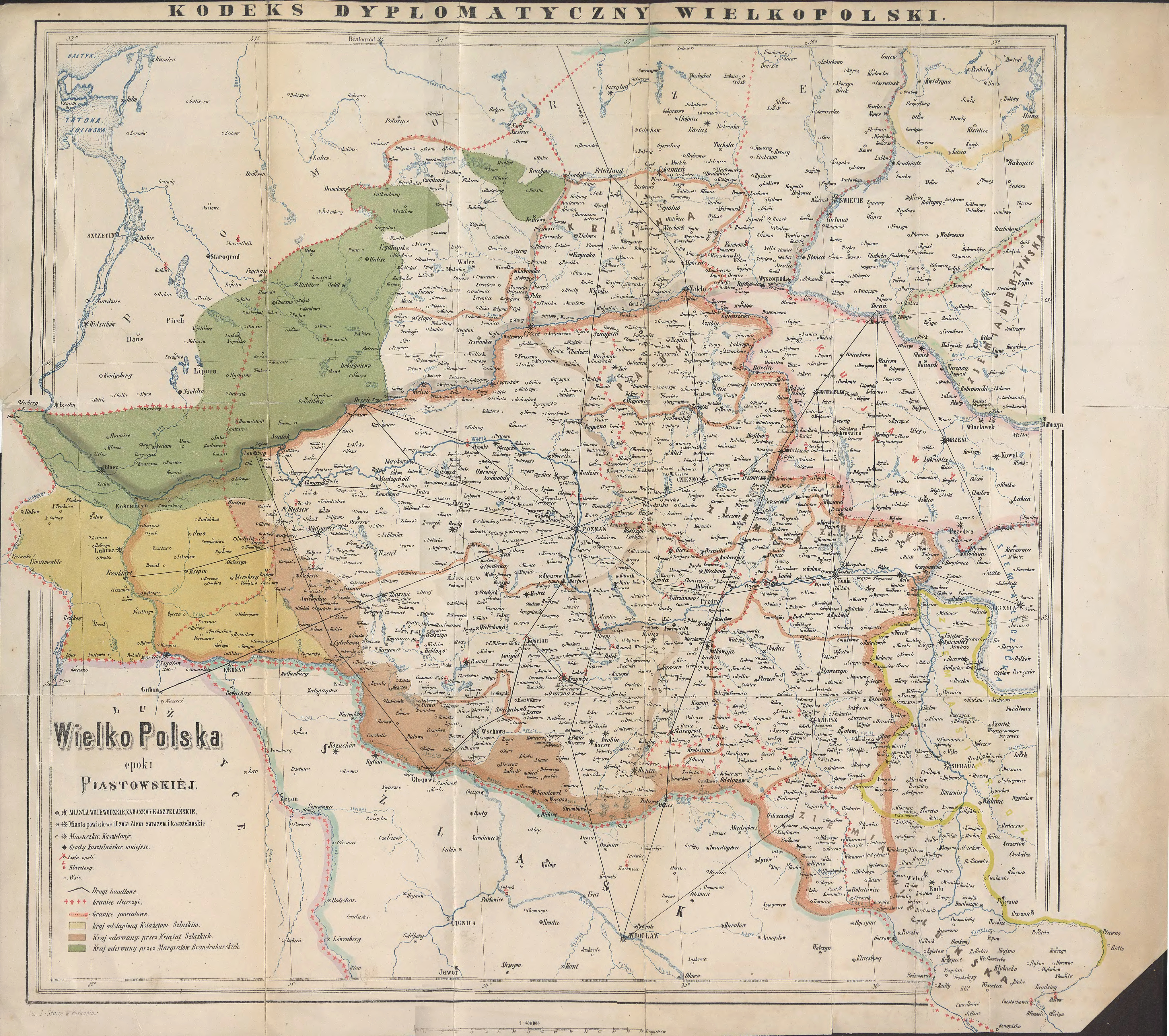
Fürstenwalde na mapie Wielkopolski epoki piastowskiej (Księstwo wielkopolskie) z Kodeksu dyplomatycznego Wielkopolski

### Średniowiecze – wpływy polskie, czeskie i brandenburskie
Przybór wraz z ziemią lubuską został utracony przez rozbitą dzielnicowo Polskę w 1249 r. Pierwsza wzmianka o grodzie pochodzi z 1272 r. Było ono lokowane w miejscu średniowiecznej osady i brodu przez Sprewę. Dzięki strategicznej lokalizacji szybko stało się jednym z najbogatszych miast ówczesnej Marchii Brandenburskiej. Na mocy traktatu z 1373 r. zostało sprzedane przez Wittelsbachów cesarzowi Karolowi IV. W latach 1373–1415 znajdowało się we władaniu Korony Czeskiej pod panowaniem Luksemburgów. W 1385 r. przeniósł tu siedzibę biskupstwa lubuskiego oraz kapituły katedralnej ostatni polski biskup lubuski Jan Kietlicz. W 1392 r. został on przeniesiony do diecezji miśnieńskiej i odtąd do 1424 r. tron biskupi był obsadzany duchownymi czeskimi, choć diecezja do 1424 r. wciąż podlegała metropolii gnieźnieńskiej. W 1446 r. miasto i katedra zostały spalone przez husytów.

### Nowożytność i czasy napoleońskie

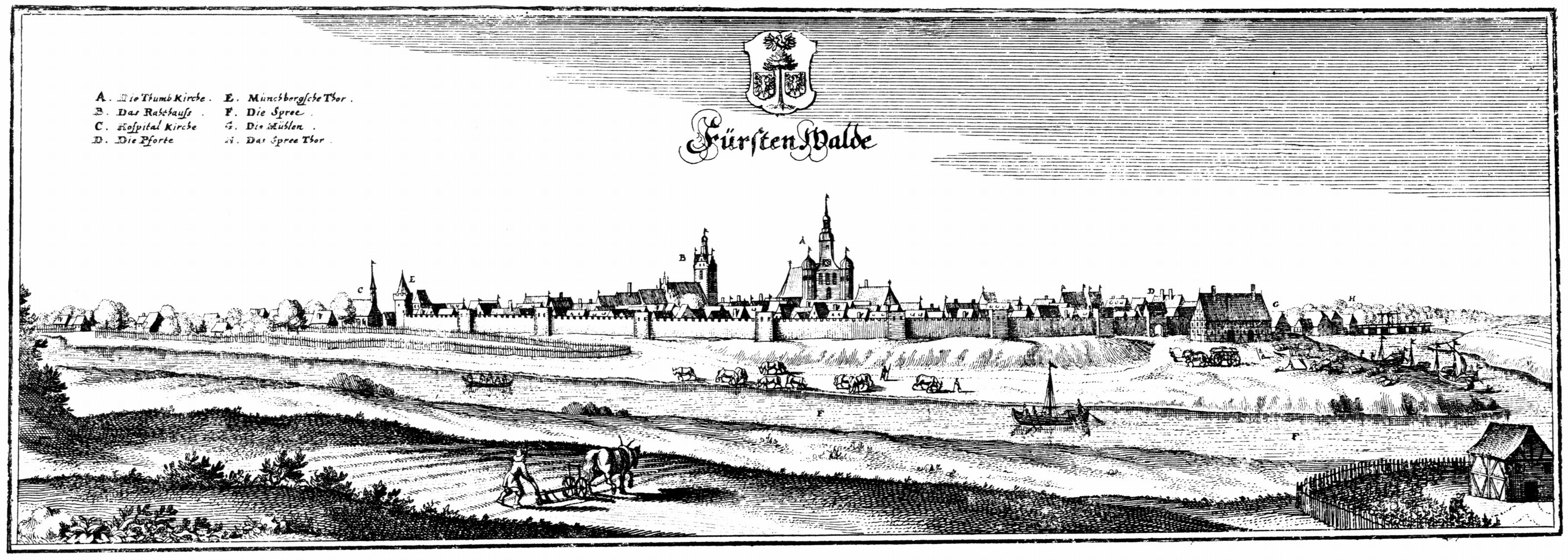
Fürstenwalde w XVII wieku

Wraz z postępami reformacji w 1557 r. katedra została przejęta przez luteran. W latach 1613, 1625 i 1656 Fürstenwalde było miastem uniwersyteckim, dzięki przeniesionego tutaj z pobliskiego Frankfurtu nad Odrą Uniwersytetu Viadrina. Od 1701 r. stanowiło część Królestwa Prus. Przez szereg dziesięcioleci było również miastem garnizonowym dla wojsk cesarza Napoleona i ułanów cesarskich. 

### W granicach Niemiec
W 1871 r. stało się częścią zjednoczonych Niemiec. Podczas II wojny światowej znajdowała się tu fabryka amunicji zatrudniająca ponad 12 tys. robotników przymusowych i jeńców wojennych. Mieściła się tutaj również filia podobozu koncentracyjnego w Buchenwaldzie. Na krótko przed końcem II wojny światowej Fürstenwalde zostało zamienione przez nazistów w twierdzę, co w konsekwencji ciężkich sowieckich bombardowań zrównało je z ziemią. 
Po II wojnie światowej miasto wraz z położoną na zachód od Odry częścią ziemi lubuskiej znalazło się w radzieckiej strefie okupacyjnej Niemiec, z której w 1949 r. utworzono NRD, natomiast wschodnia część ziemi lubuskiej - po 696 latach - powróciła w granice Polski.
W latach 1945–1947, w dzielnicy Ketschendorf mieścił się sowiecki obóz NKWD pod nazwą „Obóz Specjalny nr 5" (Speziallager Nr. 5), w którym przetrzymywano do 9 tys. więźniów w katastrofalnych warunkach. Obóz miał rzekomo służyć denazyfikacji, jednak internowano także wiele przeciwników ówczesnej sowieckiej polityki okupacyjnej. W obozie tym zginęło co najmniej 4,6 tys. osób, lecz ciała odkryte podczas prac budowlanych w latach 50. władze NRD nakazały anonimowo pochować na cmentarzu leśnym w Halbe jako ofiary wojny, a dopiero w 1990 r. mogło się odbyć pierwsze oficjalne upamiętnienie ofiar.
Fürstenwalde stało się w 1950 r. miastem powiatowym w późniejszym okręgu Frankfurt nad Odrą. W latach 50. i 60. odbudowano miasto, tworząc nowe dzielnice mieszkaniowe, a Fürstenwalde stało się znaczącym ośrodkiem przemysłowym. Do 1994 r. w mieście stacjonowały oddziały Zachodniej Grupy Wojsk ZSRR (funkcjonowało tu składowisko czołgów z bazą paliw). W późnych latach 80. wyburzono fragmenty starego miasta i zastąpiono je częściowo budynkami z wielkiej płyty. W 1990 r. znalazło się w granicach Republiki Federalnej Niemiec. W wyniku reformy administracyjnej, od 1993 r. Fürstenwalde należy do powiatu Oder-Spree, lecz miasto straciło status miasta powiatowego na rzecz Beeskow.

## Zabytki
- Katedra Mariacka z XIV wieku
- Pozostałości zabudowy historycznej, m.in. kamienice z XVII i XVIII wieku
- Zamek biskupi
- Ratusz
- Pałac barokowy
- Kościół ewangelicko-luterański
- Kościół katolicki św. Jana Chrzciciela
- Kościół luterański Dobrego Samarytanina z 1925 r.

## Demografia
| Rok  | Populacja |
| ---- | --------- |
| 1875 | 11 929    |
| 1890 | 15 783    |
| 1910 | 26 286    |
| 1925 | 28 369    |
| 1939 | 35 842    |
| 1946 | 28 993    |
| 1950 | 30 815    |
| 1964 | 30 849    |

| Rok  | Populacja |
| ---- | --------- |
| 1971 | 31 296    |
| 1981 | 35 566    |
| 1985 | 35 443    |
| 1990 | 35 214    |
| 1995 | 33 628    |
| 2000 | 34 044    |
| 2005 | 33 336    |
| 2010 | 32 468    |

| Rok  | Populacja |
| ---- | --------- |
| 2015 | 31 741    |
| 2020 | 31 992    |

## Gospodarka
Fürstenwalde jest obecnie głównym centrum usługowym i przemysłowym w regionie: przemysł oponiarski, metalowy i budowlany oraz ogrodnictwo są najważniejsze. Najbardziej znane przedsiębiorstwo znajdujące się w mieście jest zakład oponiarski Pneumant (dzisiaj część amerykańskiego koncernu Goodyear). Znajdują się tutaj ponadto zakłady produkujące farby, zakłady metalowe oraz firmy przemysłu energetycznego specjalizujące się w produkcji elastycznych, samoprzylepnych baterii słonecznych. Gospodarka usługowa jest dobrze rozwinięta, swoje siedziby mają w mieście firmy z branży energetyki oraz deweloperstwa mieszkaniowego.

## Transport
Niedaleko przebiega autostrada A12, łącząca Berlin z Poznaniem i Warszawą. W mieście znajduje się stacja kolejowa Fürstenwalde (Spree), przystanek regionalnych połączeń pomiędzy Berlinem a Frankfurtem nad Odrą.

## Oświata
- Geschwister-Scholl-Gymnasium Fürstenwalde – gimnazjum powiatowe utworzone w 1991 r. Patronami szkoły jest rodzeństwo Schollów.
- Europaschule Oberstufenzentrum Palmnicken – technikum europejskie, jest największą placówką oświatową w powiecie. Placówka ogólnokształcąca oraz szkoła zawodowa. Głównym tematem pracy wychowawczej są relacje międzynarodowe oraz współpraca różnymi szkołami partnerskimi, między innymi ze Szwecji, Japonii, Francji, Holandii, Danii i Polski.
- Szkoła Katolicka „Bernhardinum” (Katholische Schule Bernhardinum) – katolicka szkoła wyznaniowa, instytucja oświatowa należąca do archidiecezji berlińskiej, placówka składa się ze szkoły podstawowej, gimnazjum i liceum. Szkoła współpracuje ze szkołami w Polsce, Francji, Włoszech i Sri Lance.

## Ludzie związani z Fürstenwalde/Spree
- Christian Mentzel (1622–1701), lekarz, botanik i sinolog
- Ernst Laas (1837–1885), pedagog i filozof
- Paul Henze (1880–1966), inżynier mechanik i konstruktor samochodów
- Ottomar Geschke (1882–1957), polityk
- Wilhelm Burgdorf (1895–1945), generał piechoty
- Wolfgang Köpp (ur. 1933), pisarz
- Wolfgang Götze (ur. 1937), fizyk teoretyczny
- Hans-Joachim Jentsch (ur. 1937), polityk (CDU), Sędzia Sądu Najwyższego
- Hans-Michael Rehberg (ur. 1938), aktor i reżyser
- Pit Kroke (ur. 1940), artysta
- Ludolf von Wartenberg (ur. 1941), polityk (CDU)
- Heinz Geisler (ur. 1950), muzyk rockowy i kompozytor
- Dan Radtke (ur. 1963), kolarz szosowy
- Franziska Giffey (ur. 1978), polityk (SPD), burmistrz Berlina w latach 2021–2023
- Finch (ur. 1990), raper

## Miasta partnerskie
- Choszczno
- Sanok
- Sulechów
- Reinheim
- Cestas
- Licata

## Galeria

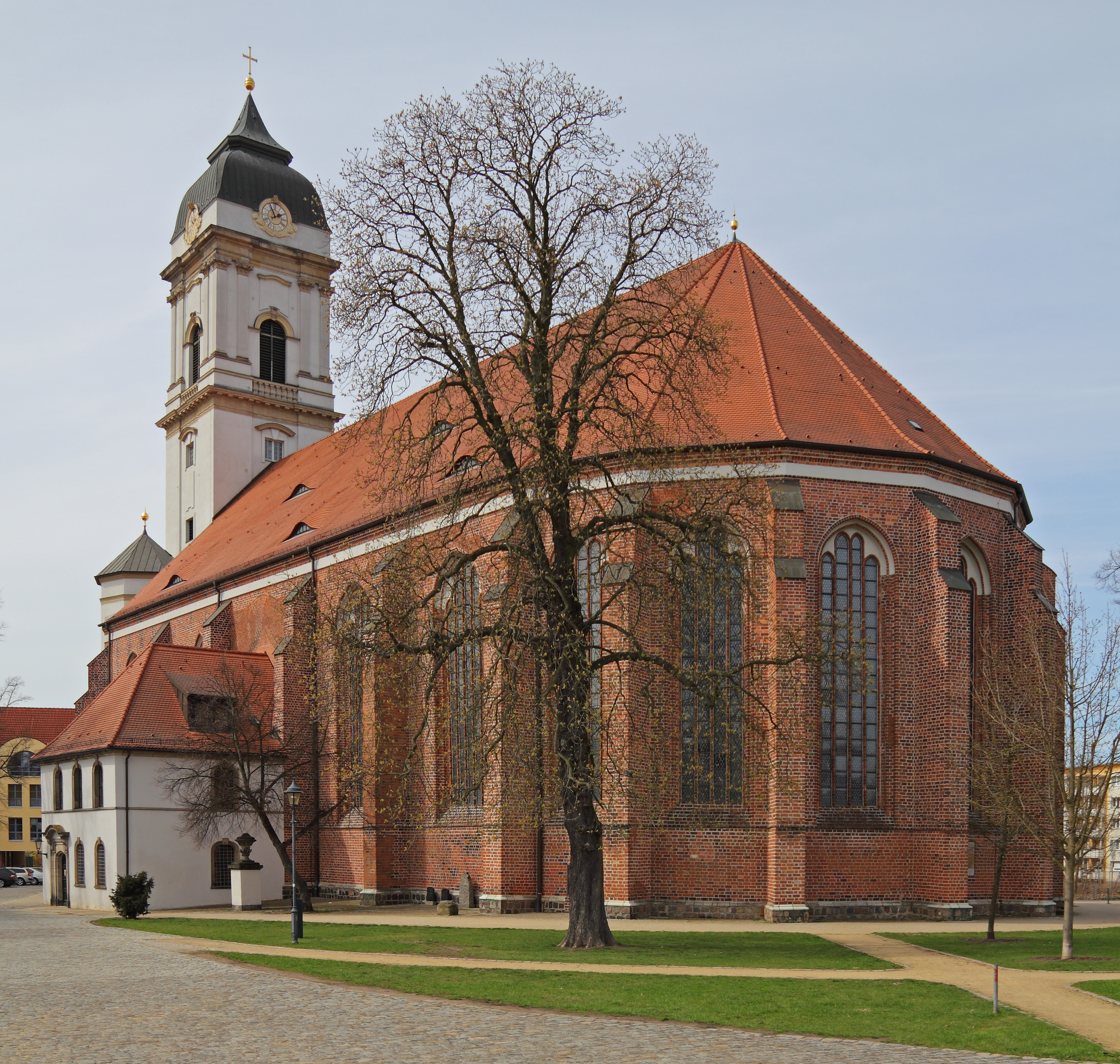
Katedra Mariacka
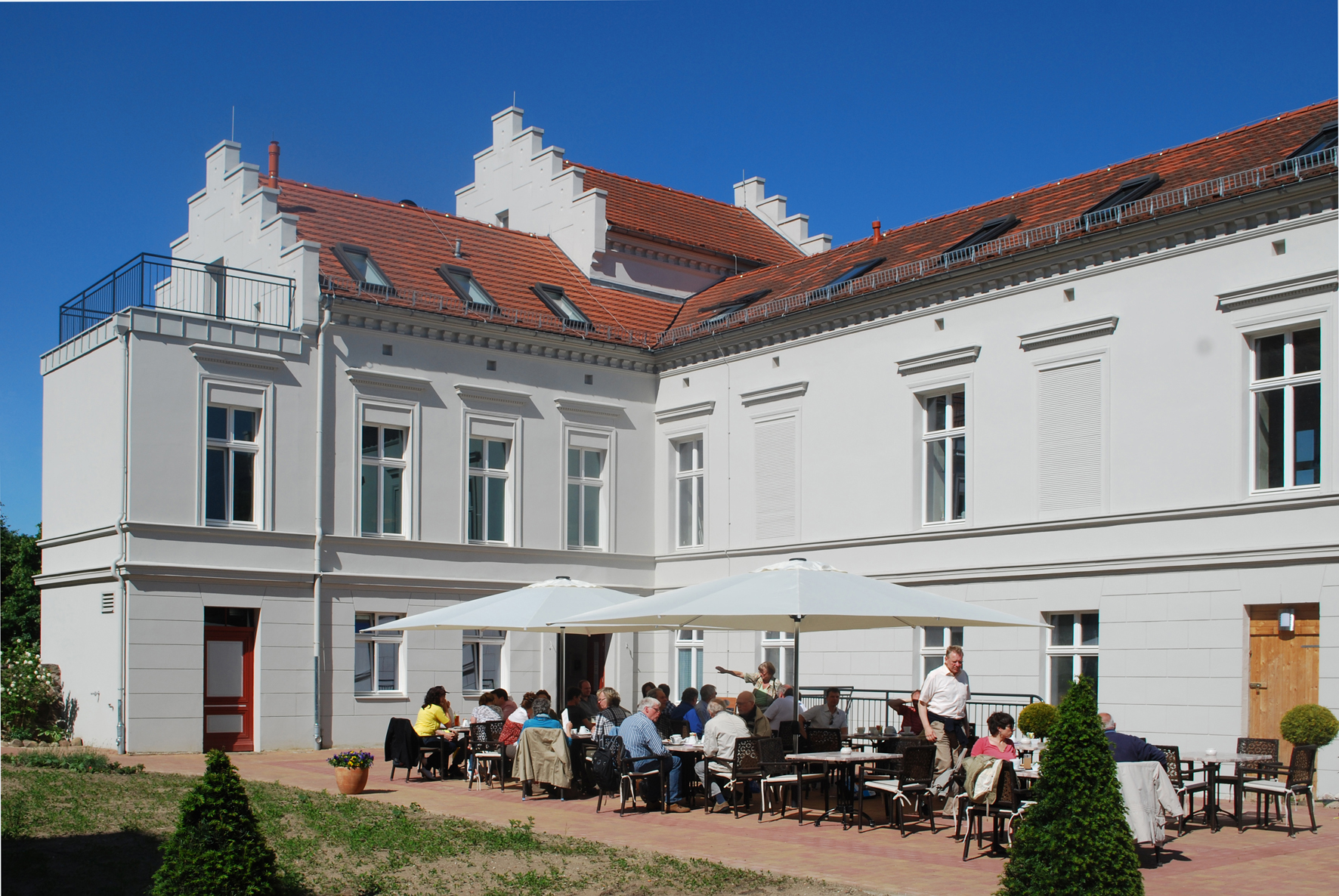
Zamek biskupi
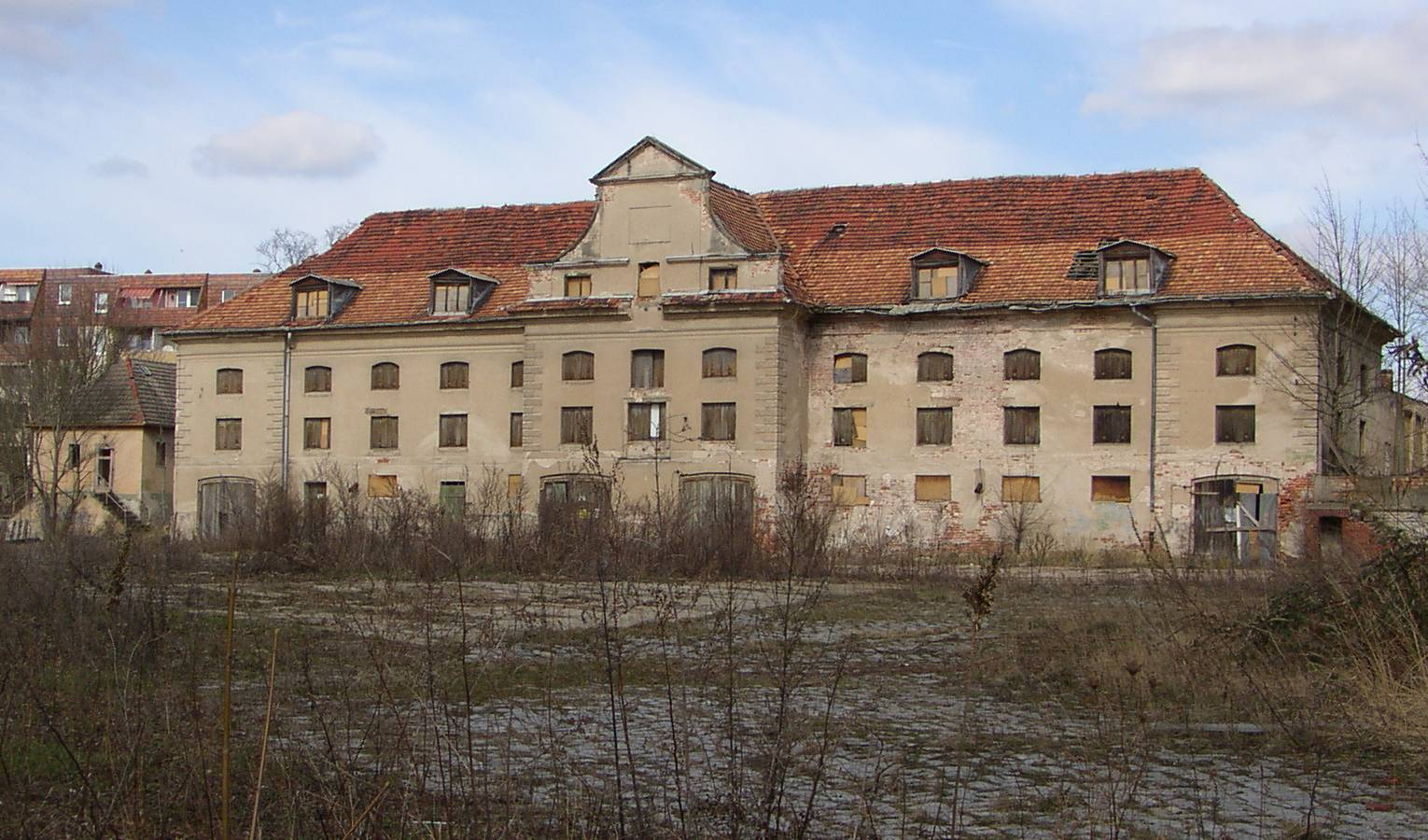
Pałac
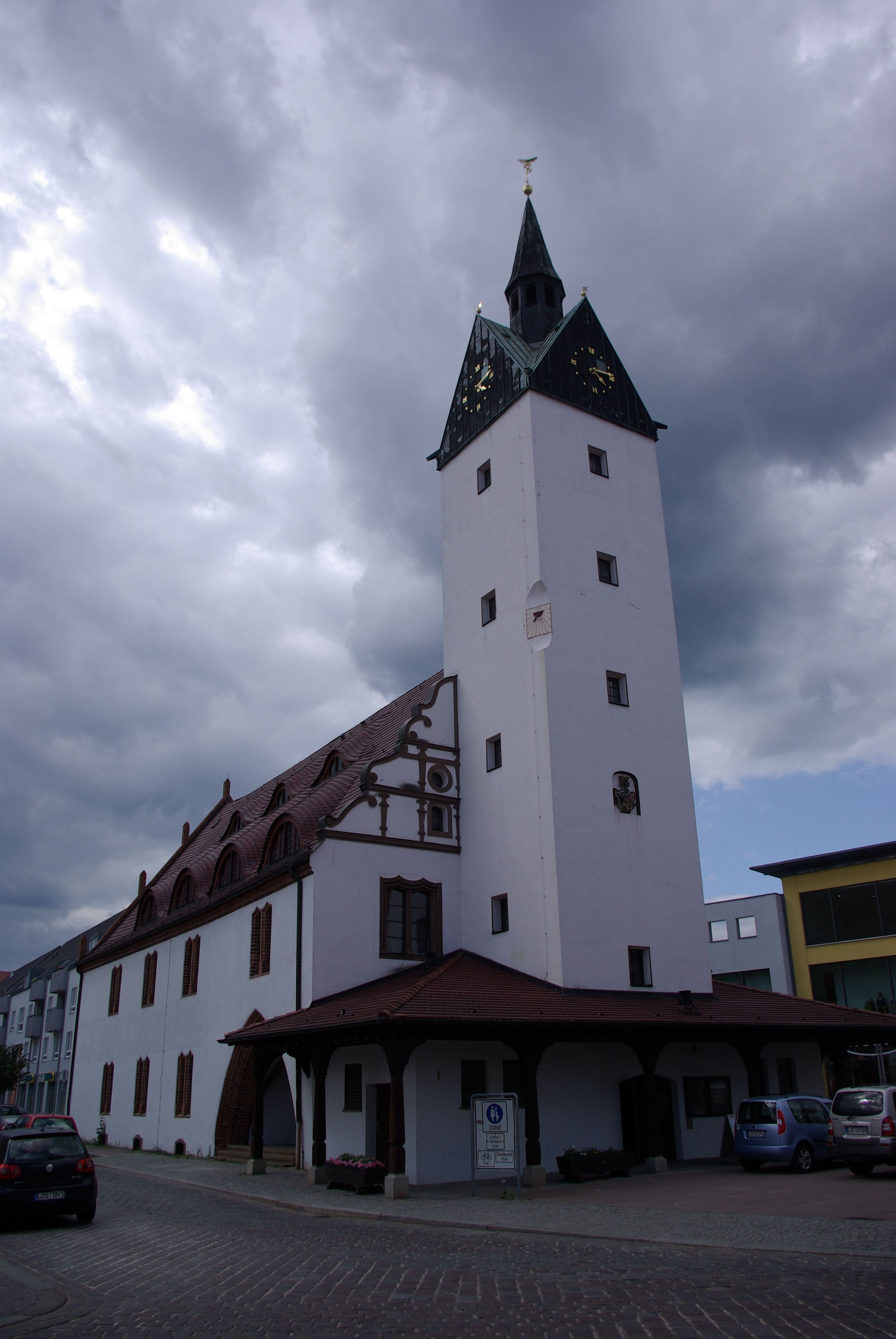
Ratusz
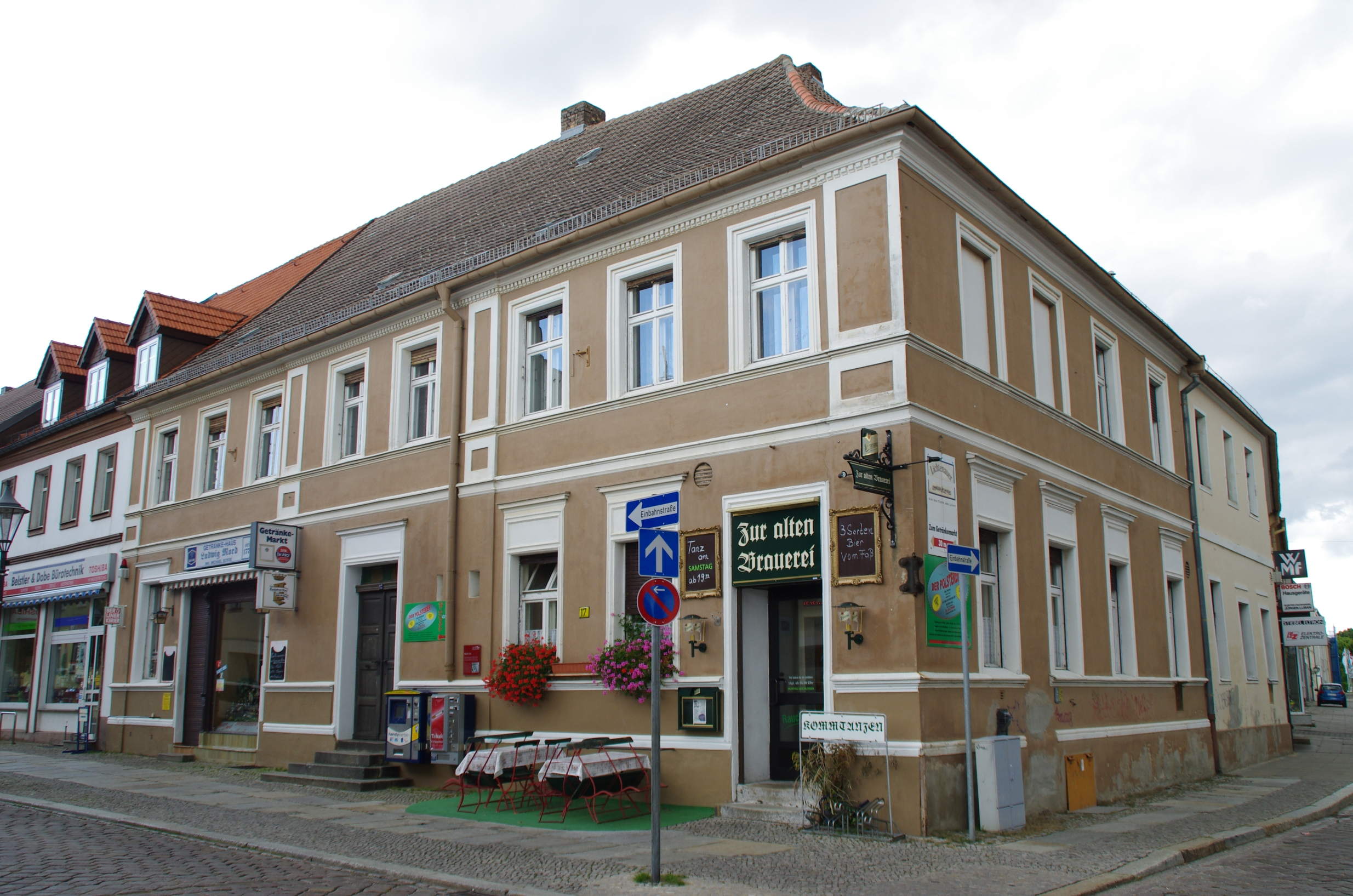
Zabytkowe kamienice w centrum miasta
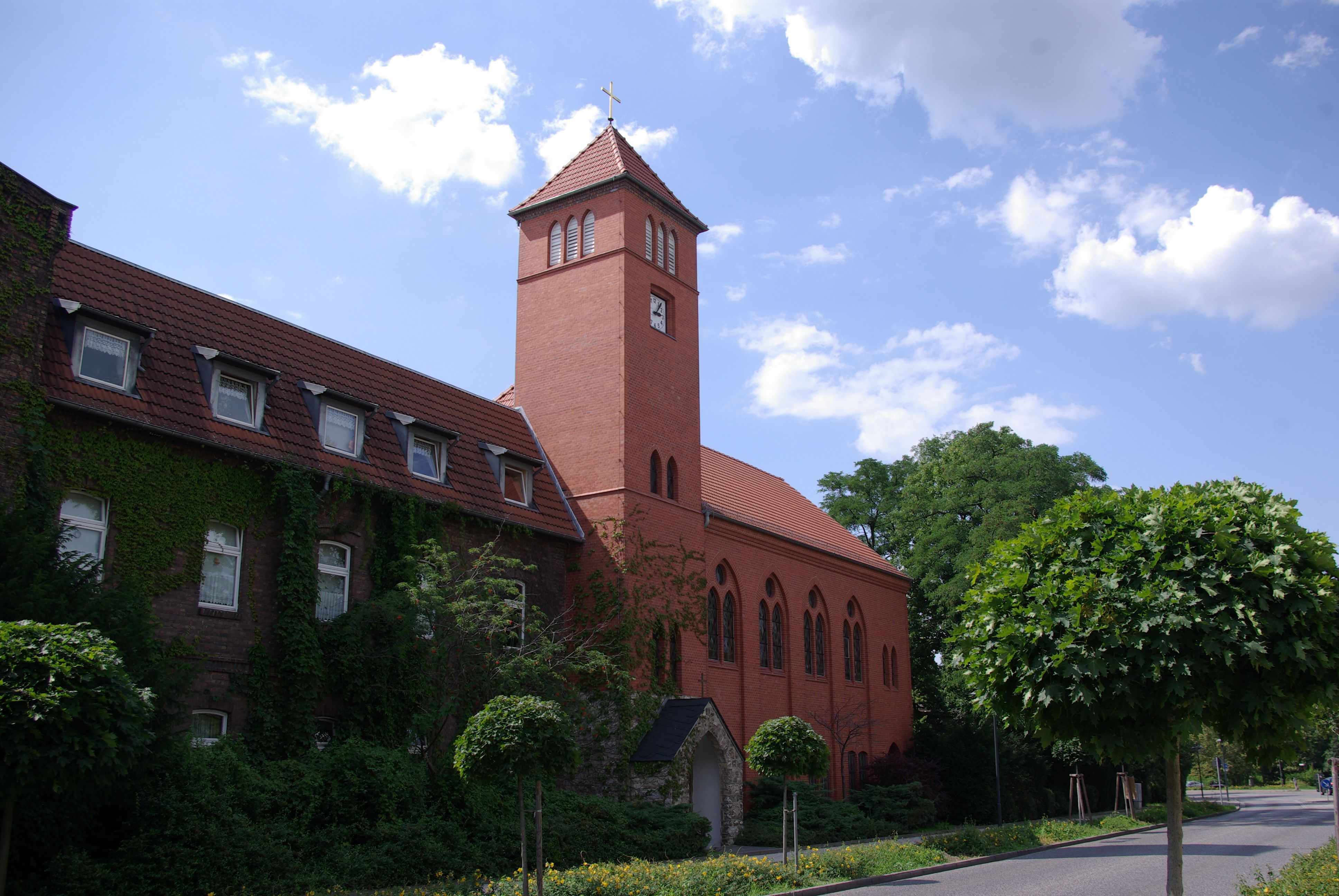
Kościół Dobrego Samarytanina
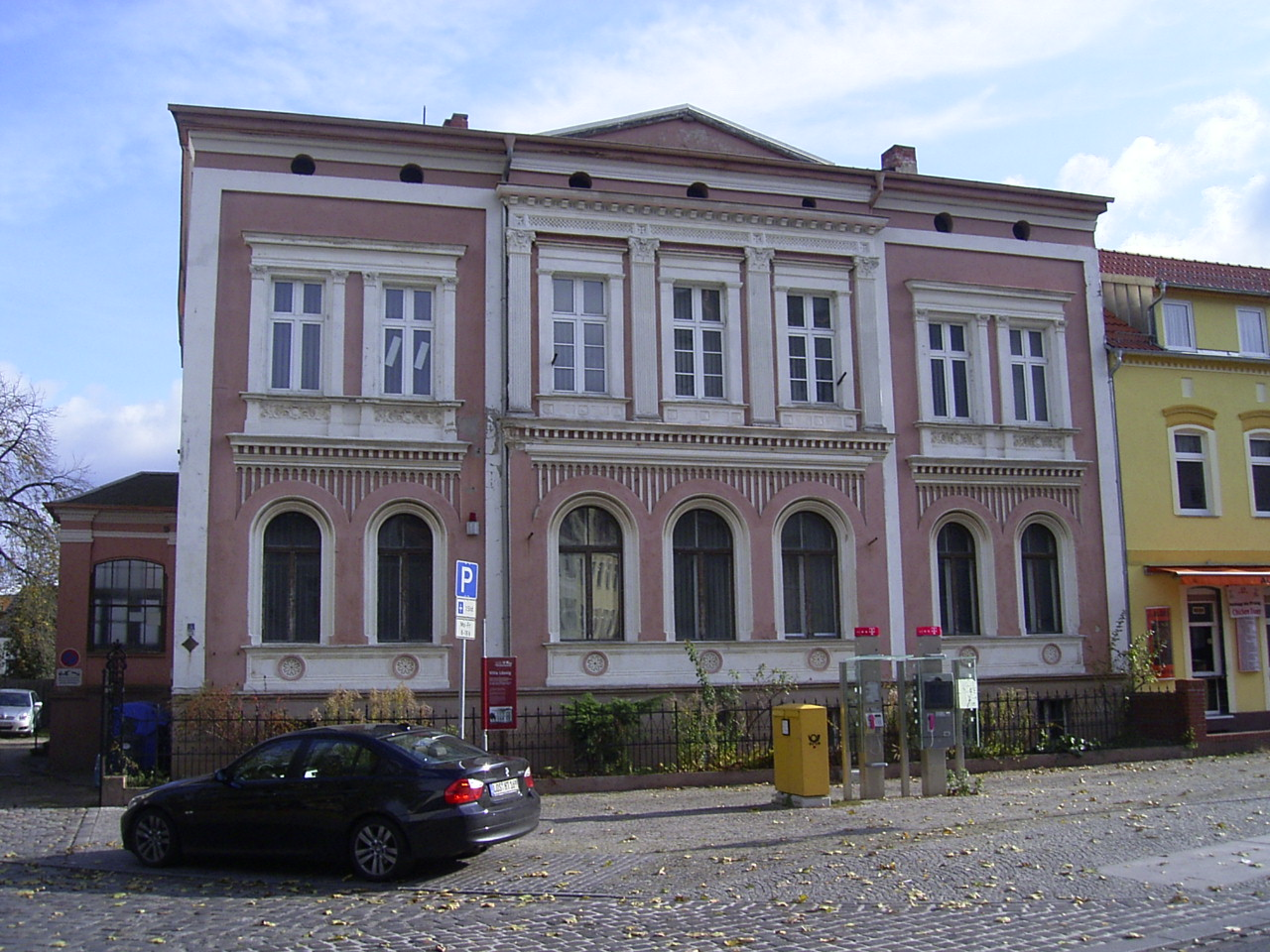
Villa Lässig
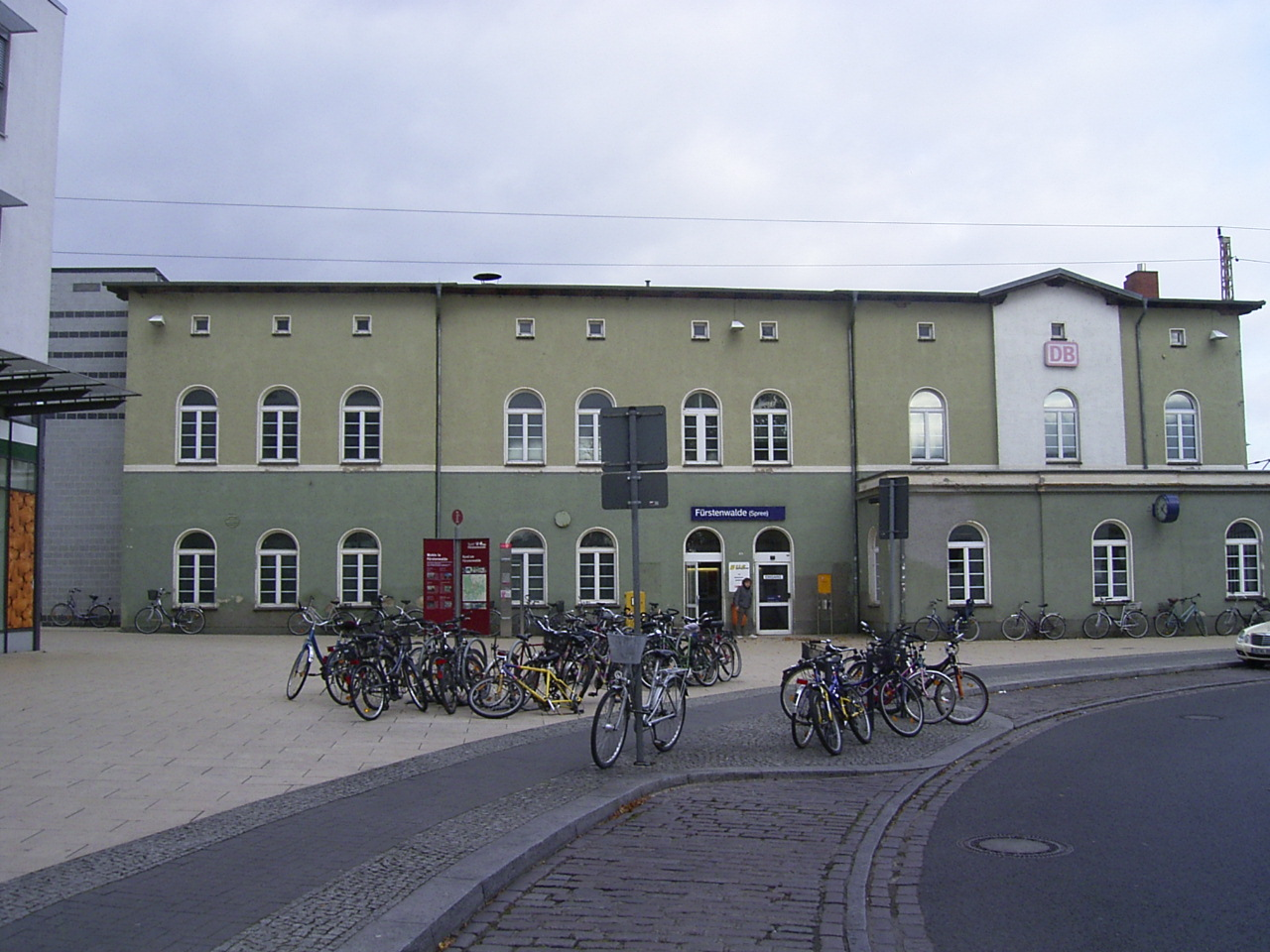
Dworzec kolejowy
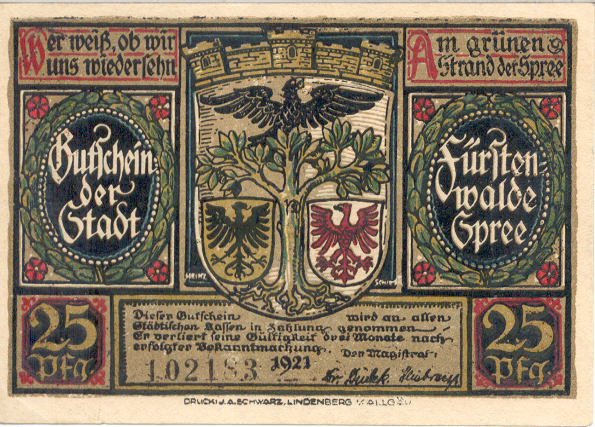
Notgeld z 1921 awers